# سياران غريفيثز
سياران غريفيثز (بالإنجليزية: Ciarán Griffiths)‏ هو ممثل بريطاني، ولد في 3 مارس 1983 في مانشستر في المملكة المتحدة.

## وصلات خارجية
- سياران غريفيثز على موقع IMDb (الإنجليزية)
- سياران غريفيثز على موقع ألو سيني (الفرنسية)
- سياران غريفيثز على موقع أول موفي (الإنجليزية)
- سياران غريفيثز على موقع قاعدة بيانات الأفلام السويدية (السويدية)
- سياران غريفيثز على موقع قاعدة بيانات الفيلم (الإنجليزية)
- سياران غريفيثز على موقع كينوبويسك (الروسية)